# 10452 Zuev
10452 Zuev è un asteroide della fascia principale. Scoperto nel 1976, presenta un'orbita caratterizzata da un semiasse maggiore pari a 2,2623491 UA e da un'eccentricità di 0,2102488, inclinata di 5,36596° rispetto all'eclittica.
L'asteroide è dedicato a Vladimir Evseevich Zuev, fisico dell'atmosfera russo.